# Denys Prokopenko
Denys Hennadiyovych Prokopenko (em ucraniano:  Денис Геннадійович Прокопенко, nascido em 20 de junho de 1991) é um oficial militar ucraniano, tenente-coronel da Guarda Nacional da Ucrânia e comandante do Regimento Azov. Ficou conhecido por liderar a defesa da cidade de Mariupol durante o cerco pelas forças russas em 2022, tendo sido distinguido com o título de Herói da Ucrânia pelo seu papel na linha da frente.
Conhecido pelo nome de guerra "Redis", é ex-membro de um grupo ultra do clube Dínamo de Kiev, e tem sido associado a simbologia e retórica de extrema-direita no passado.
Natural de Kiev, é descendente de carélio e considera a sua luta contra a ocupação russa como um prolongamento histórico da resistência da sua família ao domínio soviético.
Durante o cerco de Azovstal, em Mariupol, Prokopenko apelou à comunidade internacional para fechar o espaço aéreo sobre a Ucrânia, denunciando alegados crimes de guerra por parte das forças russas, incluindo ataques com armas químicas.
Foi capturado em maio de 2022 após a rendição da guarnição de Mariupol, tendo sido posteriormente libertado numa troca de prisioneiros e acolhido temporariamente na Turquia. Em julho de 2023, regressou à Ucrânia e reassumiu o comando do Regimento Azov.